# Évreux
Évreux er en mindre fransk provinsby. Den er hovedsæde i departementet Eure.